# Fourdrain
Fourdrain ist eine französische Gemeinde mit 414 Einwohnern (Stand 1. Januar 2022) im Département Aisne in der Region Hauts-de-France (vor 2016 Picardie). Sie gehört zum Arrondissement Laon, zum Kanton Tergnier und zum Gemeindeverband Chauny-Tergnier-La Fère. Die Einwohner werden Fourdrinois und Fourdrinoises genannt.

## Geografie
Die Gemeinde Fourdrain liegt 14 Kilometer nordwestlich von Laon. Nachbargemeinden von Fourdrain sind Versigny im Norden, Couvron-et-Aumencourt im Nordosten, Crépy im Osten, Brie im Südosten, Saint-Nicolas-aux-Bois im Südwesten und Westen sowie Saint-Gobain und Fressancourt im Nordwesten.

## Bevölkerungsentwicklung
| Jahr                       | 1962 | 1968 | 1975 | 1982 | 1990 | 1999 | 2006 | 2012 | 2021 |
| Einwohner                  | 463  | 433  | 393  | 404  | 390  | 433  | 417  | 413  | 424  |
| Quellen: Cassini und INSEE |      |      |      |      |      |      |      |      |      |

## Sehenswürdigkeiten
- Kirche der Geburt der Heiligen Jungfrau (Église de la Nativité-de-la-Sainte-Vierge)
- Priorat Saint-Lambert aus dem 13. Jahrhundert, Monument historique[1]
- Schloss Fourdrain
- deutscher Soldatenfriedhof

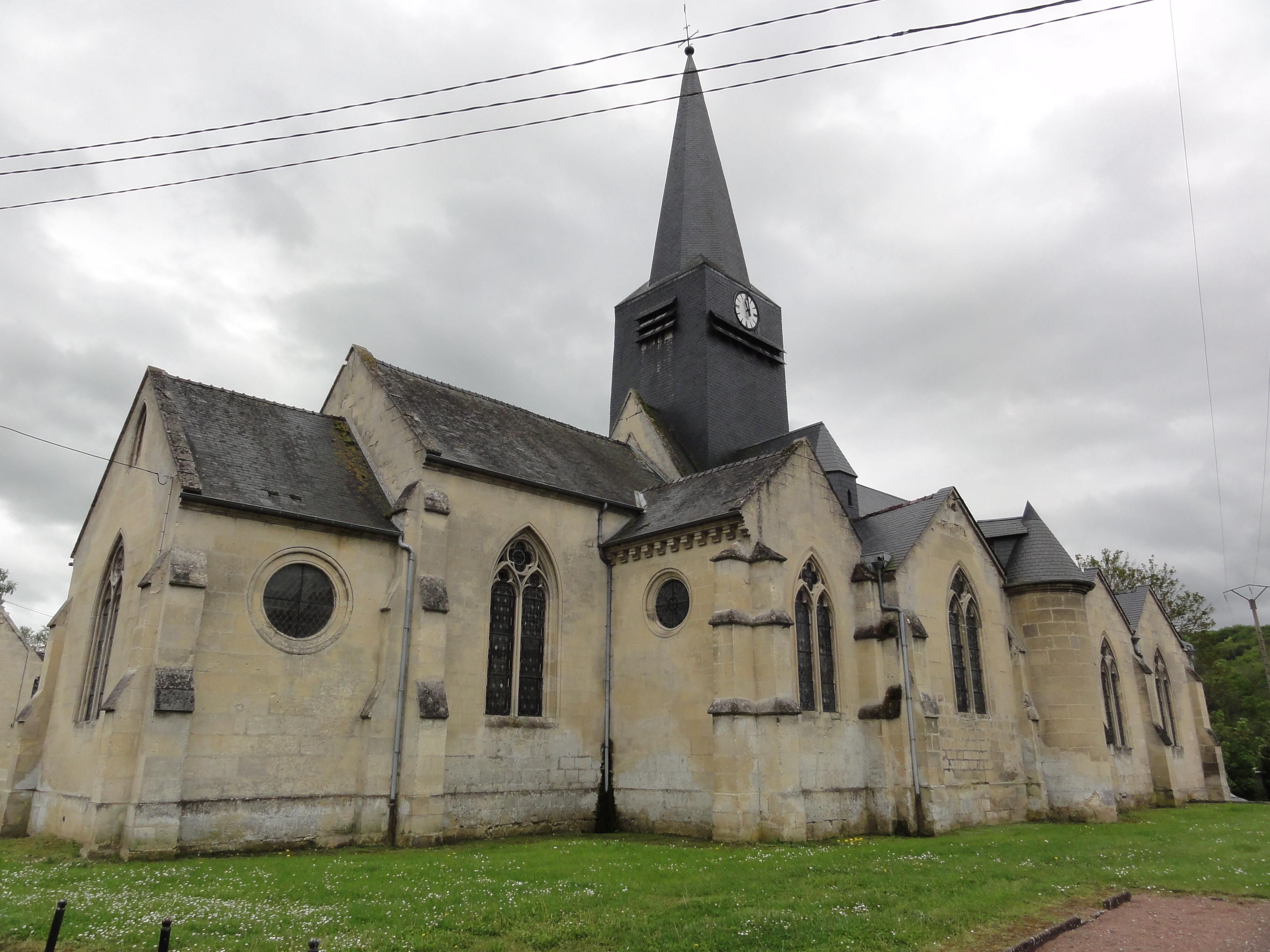
Église de la Nativité-de-la-Sainte-Vierge
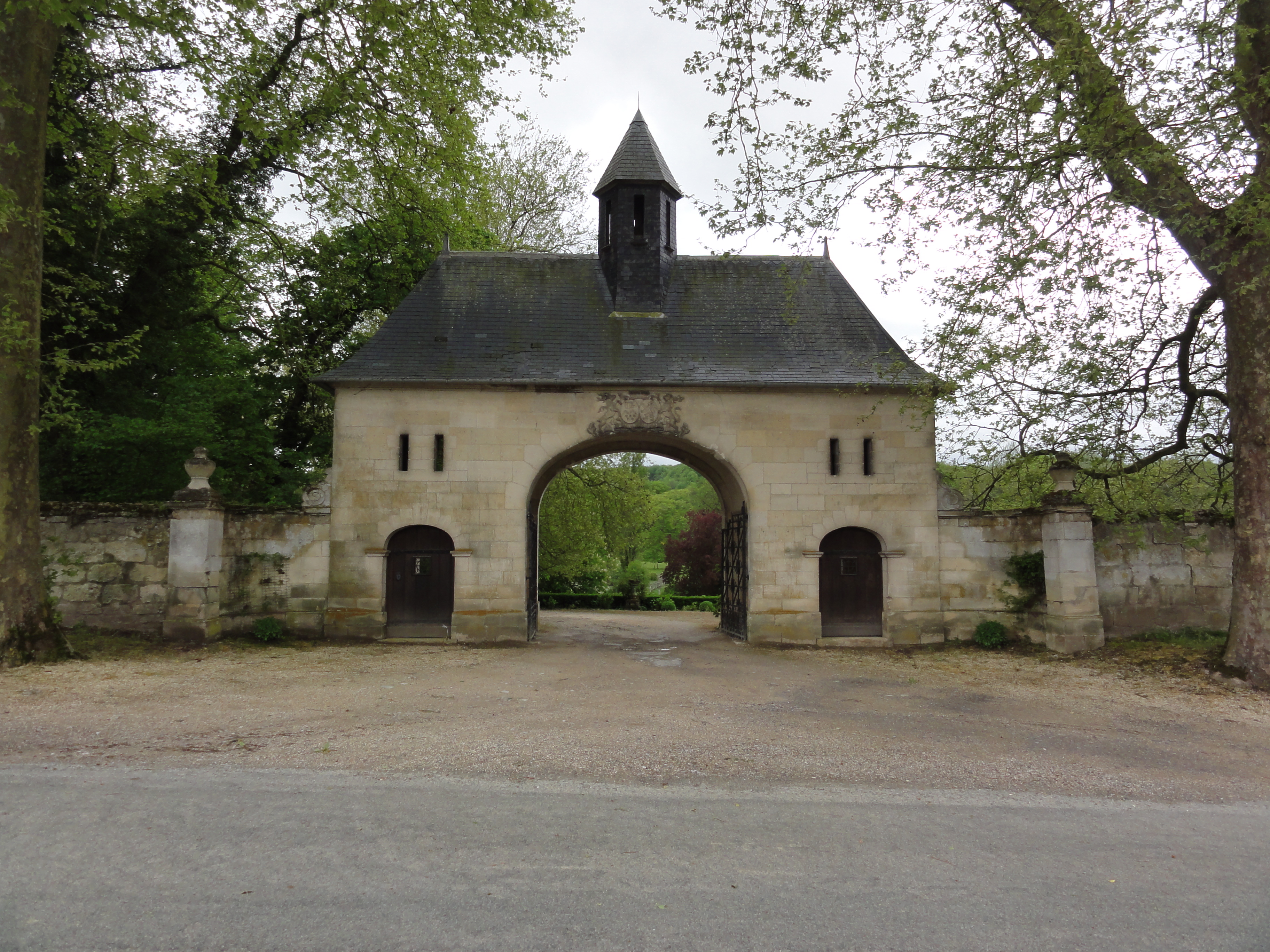
Eingangstor zum Schloss
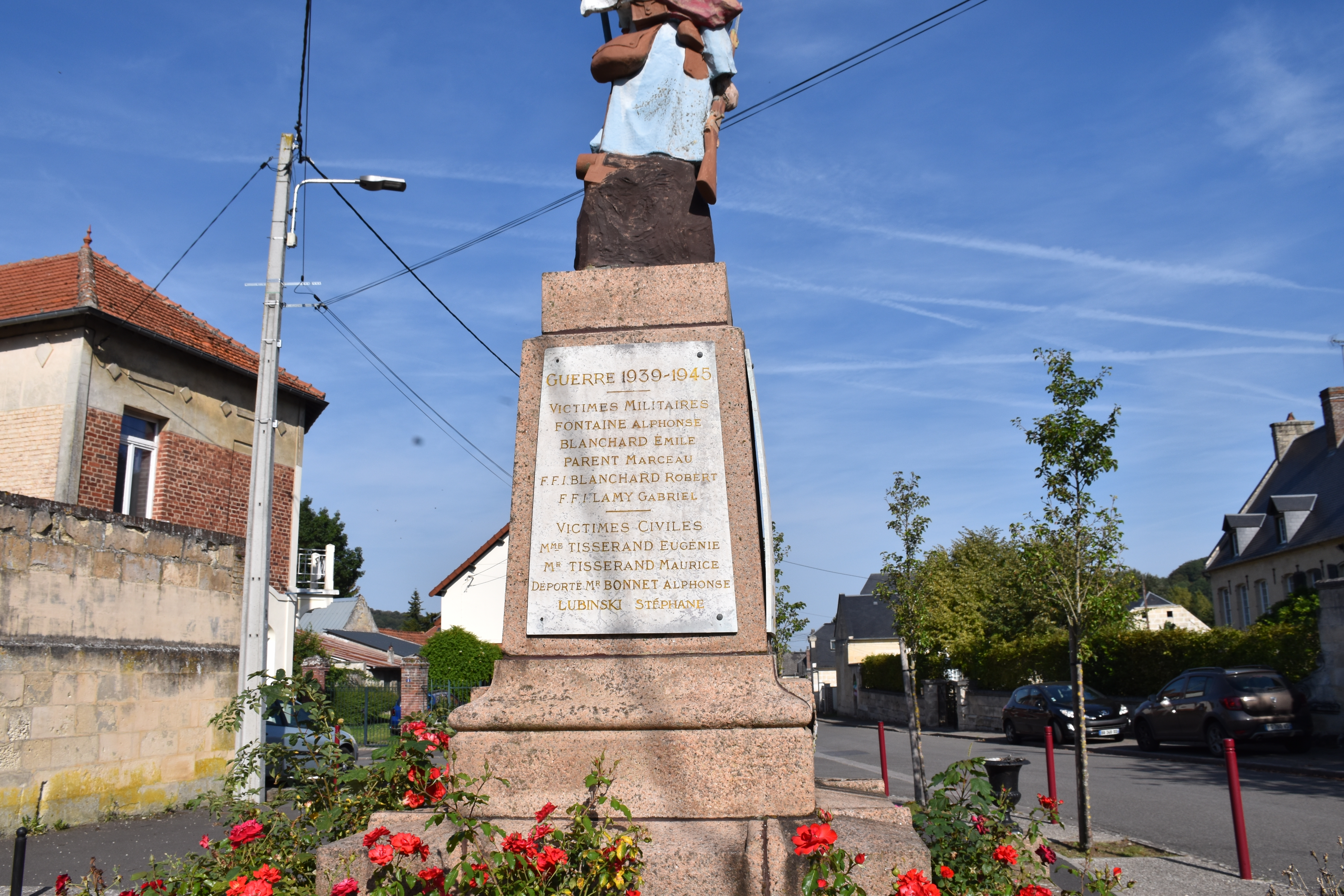
Gefallenendenkmal
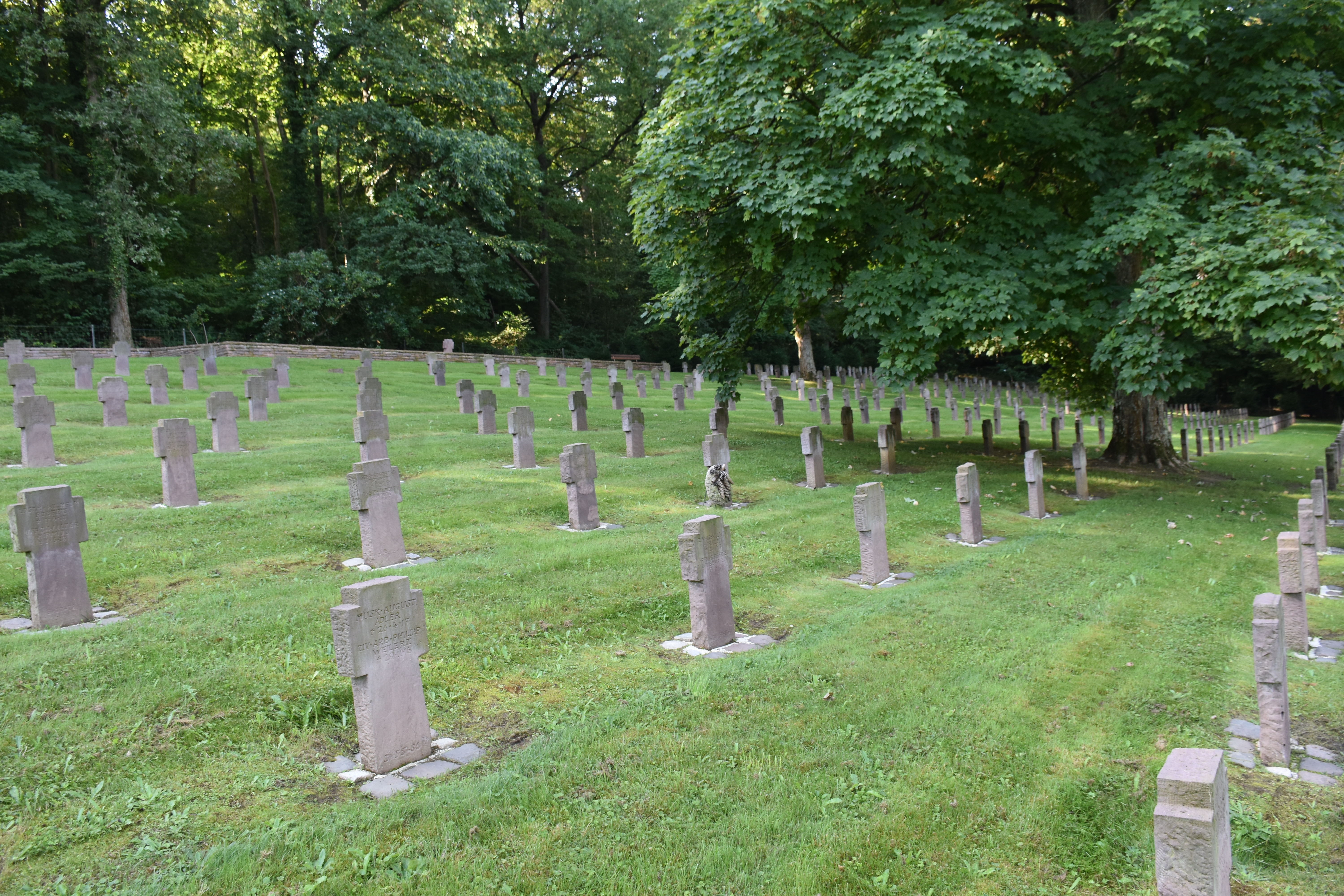
Deutscher Soldatenfriedhof